# Condado de Northampton (Virgínia)
O Condado de Northampton é um dos 95 condados do estado americano de Virgínia. A sede do condado é Eastville, e sua maior cidade é Eastville. O condado possui uma área de 2 060 km² (dos quais 1 523 km² estão cobertos por água), uma população de 13 093 habitantes, e uma densidade populacional de 24 hab/km² (segundo o censo nacional de 2000). O condado foi fundado em 1634.